# ويليام كيلي (لاعب كريكت)
ويليام كيلي (بالإنجليزية: William Kelly)‏ (20 يناير 1875 في أستراليا - 27 ديسمبر 1968 في أستراليا) هو لاعب كريكت أسترالي. لعب مع فريق فكتوريا للكريكت.

## وصلات خارجية
- ويليام كيلي على موقع إي آس بي آن كريك إنفو (الإنجليزية)